# Hetaerina americana
 Hetaerina americana  ist eine Libellenart aus der Familie der Prachtlibellen (Calopterygidae), die über weite Teile Nordamerikas verbreitet ist.

## Merkmale
Männliche Hetaerina americana erreichen eine Körperlänge von 40 bis 46 Millimeter, die Weibchen bleiben mit 38 bis 40 Millimeter etwas kleiner. Der Kopf und der Thorax sind dunkel. Der Hinterleib der Männchen ist grünlich bronzefarben bis dunkelbraun, der der Weibchen grünlich gefärbt. Die Flügel sind klar und durchsichtig, wobei sie bei den Männchen an der Basis rubinrot und bei den Weibchen braun sind.

## Verbreitung und Lebensraum
Das Verbreitungsgebiet von Hetaerina americana erstreckt sich über weite Teile der Vereinigten Staaten und Kanadas. Dabei leben sie vor allem an den Ufern von Flüssen in bewaldeten Gebieten, teilweise auch entlang von Sumpfgebieten.

## Lebensweise
Die adulten Libellen ernähren sich von kleinen, weichen Fluginsekten. Die Larven jagen kleine Unterwasserinsekten und deren Larven. Die Weibchen stechen ihre Eier einzeln in weiche Wasserpflanzenstängel, indem sie sich knapp über der Wasseroberfläche an die Stängel klammern. Die Männchen befinden sich dabei meistens in der Nähe. Die ausgewachsenen Larven klettern an Stängeln aus dem Wasser und häuten sich außerhalb des Wassers zur Libelle.

## Systematik
Hetaerina americana stellt eine von etwa 40 heute bekannten Arten der Gattung Hetaerina dar.

## Belege
1. 1 2 3 4 5  Lorus Milne, Margery Milne: Field Guide to Insects and Spiders. National Audubon Society, Chantacleer Press, 1980; S. 383. ISBN 0-394-50763-0.
2. ↑  Martin Schorr, Martin Lindeboom, Dennis Paulson: World Odonata List. Update vom 2. Oktober 2011 (Download (Memento des Originals vom 28. August 2010 im Internet Archive)  Info: Der Archivlink wurde automatisch eingesetzt und noch nicht geprüft. Bitte prüfe Original- und Archivlink gemäß Anleitung und entferne dann diesen Hinweis.).